# ボンゾ・ドッグ・ドゥー・ダー・バンド
ボンゾ・ドッグ・ドゥー・ダー・バンド（The Bonzo Dog Doo-Dah Band）は、1960年代にイギリスで結成されたバンド。
ボンゾ・ドッグ・バンド（The Bonzo Dog Band）の名でも知られている。

## 来歴
1962年9月25日、ヴィヴィアン・スタンシャルとロドニー・スレイターによって結成。バンド名の「ボンゾ・ドッグ」とは1920年代にジョージ・スタディによってつくられた英国で人気のあった漫画キャラクターで、「ダダ」は20世紀前半に起こった芸術運動のこと。ジャズ・バンドとしてスタートした彼らは、ヴァーノン・ダドリー・ボヘイ・ノウェル、ニール・イネスといった異才が加入することによりコミカルな演奏スタイルで演劇舞台、パブを中心とした演奏活動を行い名を挙げていった。
1966年4月、シングル「My Brother Makes The Noises For The Talkies」を、翌年にはアルバム『ゴリラ』を発表。既存の楽曲のパロディや替え歌、インチキくさい歌詞なども盛り込みつつ、華やかで楽しげなメロディと堅実な演奏で迫る内容は大きな注目を集めた。1968年、ロック色を強めたアルバム『おばあちゃんの温室のドーナツ』を発売。1969年には『タッドポールズ』『ケインシャム』と2枚のアルバムを発表したが、ザ・フーやキンクスとのアメリカ・ツアーを機にメンバー間の様々な問題が表面化し、イギリスへの帰路にて解散を決定した。
1972年になって再結成アルバム『レッツ・メイク・アップ・アンド・ビー・フレンドリー』を発表するもボンゾズとしての活動は続かなかった。なお、ヴィヴィアン・スタンシャルは1995年に住居の火災により亡くなっている。
2006年になり、レコード・デビューから40周年記念の再結成が実現し、残存する元メンバーを中心にロンドン・アストリアでコンサートが行われた。その後も断続的にバンドは活動を続け、2007年には35年ぶりとなる新作アルバム『Pour l'Amour des Chiens』（フランス語で「犬の愛のために」。日本盤未発売）を発表している。

## メンバー
ボードビル・メンバーなど、楽器をやっていなかったり、何をやっていたのか不明なメンバーも多かったといわれるが、核となるメンバーは以下の通り。ロンドンにあるセントラル・スクール・オブ・アートの校友を中心に構成された。
- ヴィヴィアン・スタンシャル（リード・ボーカル、サックス）
- ニール・イネス（ピアノ、ギター、ボーカル）
- ロドニー・スレイター（サックス）
- ロジャー・ラスキン・スピア（サックス他。ロボットのコスチュームをいつもしている）
- "レッグス" ラリー・スミス（ドラムス）

他のメンバーには、デニス・コーワン、ジョエル・ドラックマン、デイブ・クレイグ、サム・スプーンズ、ヴァーノン・ダドリー・ボヘイ・ノウェル、ボブ・カーらが在籍している。

## ビートルズとの関わり
1967年にビートルズの映画『マジカル・ミステリー・ツアー』に出演し、「デス・キャブ・フォー・キューティ (Death Cab for Cutie)」を演奏したことで広く知られている。その他にも、ビートルズ・メンバーとの縁が非常に強い。
彼らの代表曲のひとつでニール・イネス作曲の「恋のスペースマン (I'm The Urban Spaceman)」は、ポール・マッカートニーが変名でプロデュースした。
"レッグス" ラリー・スミスはジョージ・ハリスンの大親友として有名であり、アルバム『ジョージ・ハリスン帝国』収録の「主人公レッグス」という曲は彼のことを歌ったものである。後にイネスはTV番組『オール・ユー・ニード・イズ・キャッシュ』にて、ビートルズのパロディ・バンド「ラトルズ」の中心メンバーとなったが、この番組にもジョージが出演している。
彼らと活動を共にすることも多かったコメディ音楽のグループ「スキャッフォルド」のメンバーの一人、マイク・マクギアはポール・マッカートニーの実弟である。なお、リバプール・シーンやスキャッフォルドのメンバーで、詩人のロジャー・マッゴーも『オール・ユー・ニード・イズ・キャッシュ』に出演している。

## ディスコグラフィ

### スタジオ・アルバム
- 『ゴリラ』 - Gorilla (1967年)
- 『おばあちゃんの温室のドーナツ』 - The Doughnut in Granny's Greenhouse (1968年) ※ボンゾ・ドッグ・バンド名義
- 『タッドポールズ』 - Tadpoles (1969年) ※ボンゾ・ドッグ・バンド名義。米国盤タイトルは『アーバン・スペースマン (Urban Spaceman)』
- 『ケインシャム』 - Keynsham (1969年) ※ボンゾ・ドッグ・バンド名義
- 『レッツ・メイク・アップ・アンド・ビー・フレンドリー』 - Let's Make Up and Be Friendly (1972年) ※ボンゾ・ドッグ・バンド名義。旧邦題『仲良き事は美しき哉』
- Pour l'Amour des Chiens (2007年)

### シングル
- "My Brother Makes the Noises for the Talkies" / "I'm Going to Bring a Watermelon to My Girl Tonight" (1966年)
- "Alley Oop" / "Button Up Your Overcoat" (1966年)
- "Equestrian Statue" / "The Intro and The Outro" (1967年)
- 「恋のスペースマン／キャニオンズ・オブ・ユア・マインド」 - "I'm the Urban Spaceman" / "The Canyons Of Your Mind" (1968年)
- 「ミスター・アポロ／レディー・メイド」 - "Mr. Apollo" / "Ready-Mades" (1969年)
- "I Want to Be with You" / "We Were Wrong" (1969年)
- "You Done My Brain In" / "Mr Slater's Parrot" (1970年)
- "Slush" / "Music From Rawlinson End" (1972年)
- "Slush" / "Slush" (1972年) ※アメリカ版プロモーション・バージョン
- "Slush" / "King of Scurf" (1972年) ※アメリカ版
- "No Matter Who You Vote For, The Government Always Gets In (Heigh Ho)" (1992年) ※CDフォーマットのEPシングル

### コンピレーション・アルバム
- The Best of the Bonzos (1970年)
- The Alberts, The Bonzo Dog Doo Dah Band, The Temperance Seven (1971年)
- Beast of the Bonzos (1971年)
- 『ボンゾの歴史』 - The History of the Bonzos (1974年)
- Some of the Best of the Bonzo Dog Band (1983年)
- The Very Best of the Bonzo Dog Doo-Dah Band (1984年)
- The Bestiality of the Bonzos (1990年)
- 『ザ・ベスト・オブ・ザ・ボンゾ・ドッグ・バンド』 - The Best of the Bonzo Dog Band (1990年)
- The Peel Sessions (1990年) ※4曲入り12インチ・アルバム & CDシングル
- Cornology (1992年)
- 『アンピールド／BBCセッション』 - Unpeeled (1995年)
- 『アンソロポロジー』 - Anthropology: The Beast Within (1999年)
- 『ニュー・トリックス』 - New Tricks (2000年)
- The Complete BBC Recordings (2002年) ※『Unpeeled』の増補盤
- Wrestle Poodles... And Win! (2006年) ※再結成ライブ・アルバム
- A Dog's Life (2011年) ※『Cornology』のリマスター盤
- Two Original Classic Albums (2013年)
- The End Of The Show: Lost Treasures 1967-2016 (2017年) ※ライブ、レア曲を含む4枚組ボックス